# Station Presles-Courcelles
Station Presles - Courcelles is een spoorwegstation aan de spoorlijn Épinay-Villetaneuse - Le Tréport-Mers. Het ligt in de Franse gemeente Presles in het departement Val-d'Oise (Île-de-France).

## Ligging
Het station ligt op kilometerpunt 31,573 van de spoorlijn Épinay-Villetaneuse - Le Tréport-Mers.

## Diensten
Het station wordt aangedaan door treinen van Transilien lijn H tussen Paris-Nord en Persan - Beaumont

## Vorig en volgend station
| Richting          | Vorig station   | Lijn    | Volgend station       | Richting   |
| ----------------- | --------------- | ------- | --------------------- | ---------- |
| Persan - Beaumont | Nointel - Mours | Trans H | Montsoult - Maffliers | Paris-Nord |